# دمای خمش حرارتی
دمای خمش گرمایی یا دمای اعوجاج گرمایی (HDT) دمایی است که در آن یک نمونه پلیمری یا پلاستیکی تحت یک بار مشخص، تغییر شکل می‌دهد. این ویژگی مواد پلاستیکی در بسیاری از وجوه طراحی محصول، مهندسی و تولید محصولات با اجزای گرمانرم به کار می‌رود.

## اندازه‌گیری
دمای اعوجاج گرمایی به روش زیر که در استاندارد ASTM D648 آمده است، تعیین می‌شود. نمونه آزمون تحت یک بار خمشی سه‌نقطه‌ای قرار می‌گیرد. تنش خارجی الیاف در این آزمون برابر ۰٫۴۵۵ یا ۱٫۸۲ مگاپاسکال در نظر گرفته می‌شود، و دما با نرخ ۲ درجه سانتی‌گراد بر دقیقه افزایش می‌یابد تا نمونه به اندازه ۰٫۲۵ میلیمتر خم شود. این روش آزمون مشابه رویه ذکر شده در استاندارد ISO 75 است.
یکی از محدودیت‌های مرتبط با اندازه‌گیری HDT این است که نمونه‌ها، به خصوص نمونه‌های ضخیم، از نظر دمایی همسانگرد نیستند و دارای یک شیب (گرادیان) دمایی خواهند بود. HDT یک ماده مشخص نیز ممکن است به تنش‌های اعمال شده به آن حساس باشد، که این تنش‌ها به ابعاد نمونه بستگی دارد. انتخاب خمش ۰٫۲۵ میلیمتری اختیاری بوده و معنای فیزیکی خاصی ندارد.

## طراحی
شبیه‌سازی گرمایی یک سیستم، دماهایی که یک جزء مشخص از آن تجربه می‌کند را مشخص می‌کند. آگاهی از این که یک جزء به خصوص چه دماهایی را باید در حین کاربرد تحمل کند، امکان تعیین مناسب‌ترین ماده برای آن کاربرد را فراهم می‌سازد.
مثال: یکی از دو ماده پلی (متیل متاکریلات) یا پلی کربنات برای استفاده به عنوان «جزء الف» در یک سیستم انتخاب شده‌اند. جزء الف باید دمای ۱۲۰ درجه سانتی‌گراد را در حین کاربرد تحمل کند. پلی‌کربنات (HDT=۱۴۰ °C) در ۱۲۰ درجه تغییر شکل نمی‌یابد، ولی پلی‌متیل‌متاکریلات (HDT=۹۰ °C) تغییر شکل می‌یابد؛ بنابراین در این مورد از پلی‌کربنات باید استفاده شود.

## قالب‌گیری تزریقی
یک قطعه پلاستیکی قالب‌گیری تزریقی زمانی باید از قالب خارج شود که دمای آن نزدیک یا کمتر از HDT باشد. این بدان معنی است که تغییر شکل قطعه پس از خارج شدن در محدودهٔ قابل قبول خواهد بود.